# Telefonhálózat

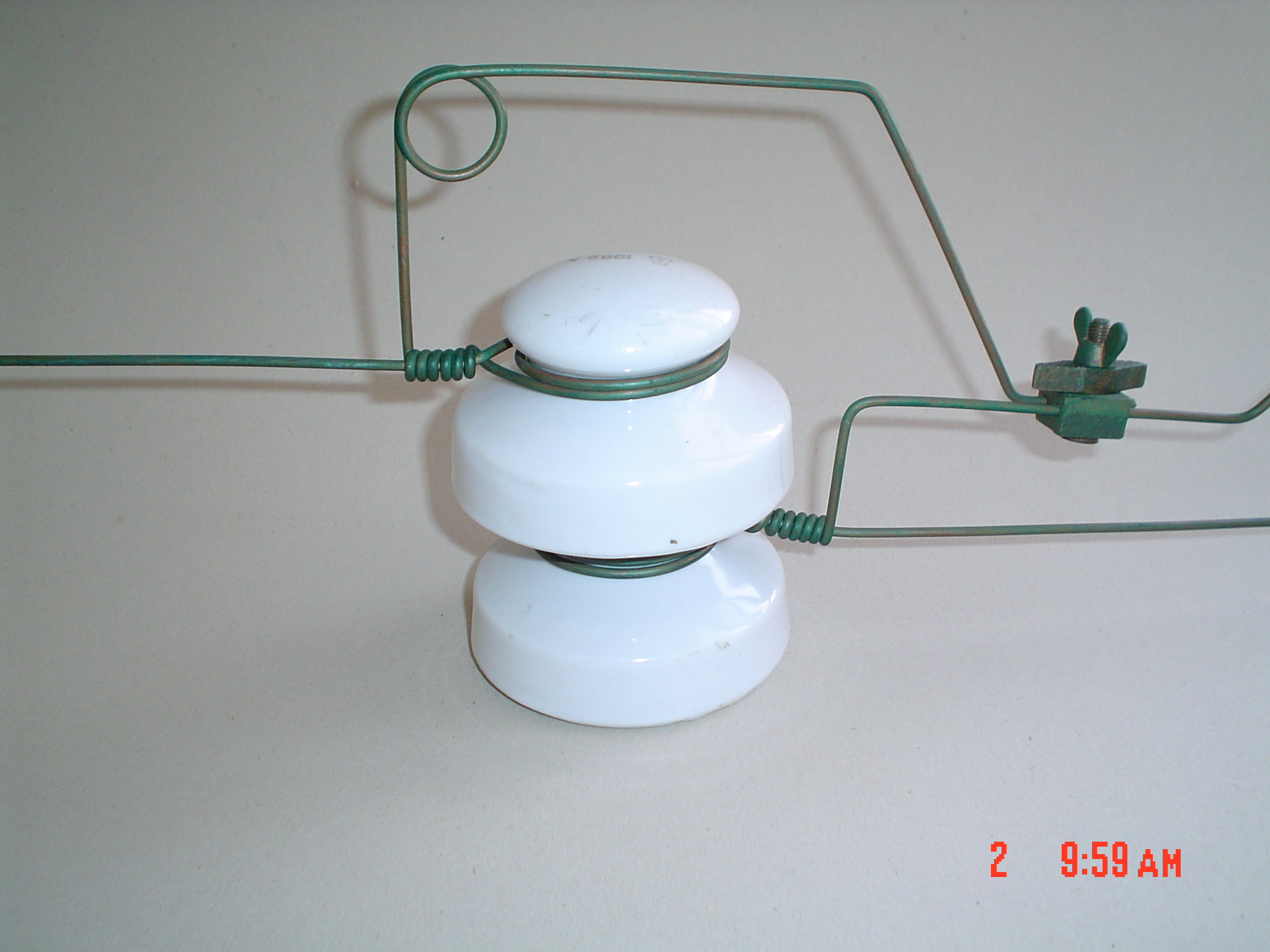
Bronz légvezeték kötése porcelán szigetelőn

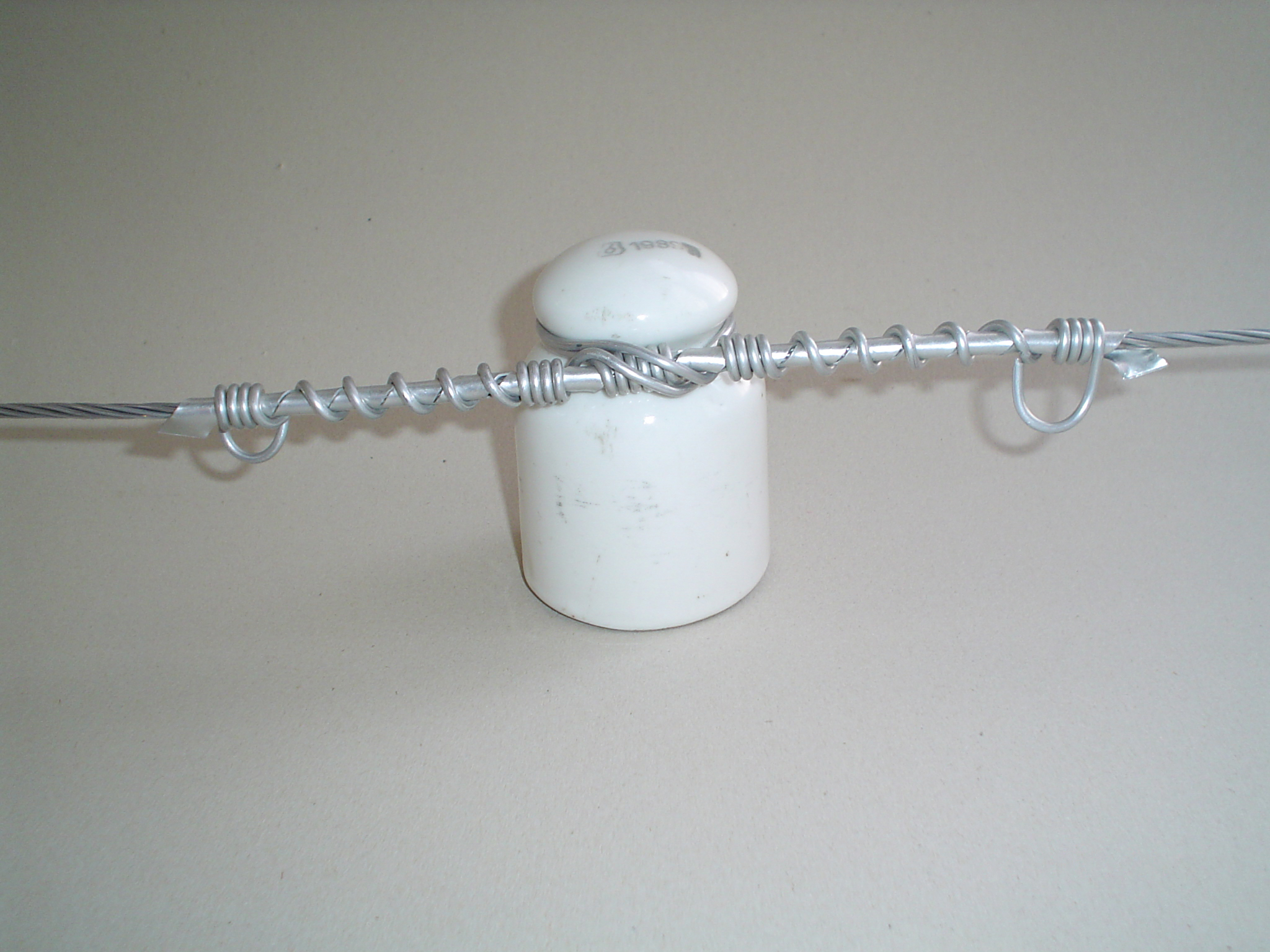
Alumínium légvezeték kötése porcelán szigetelőn

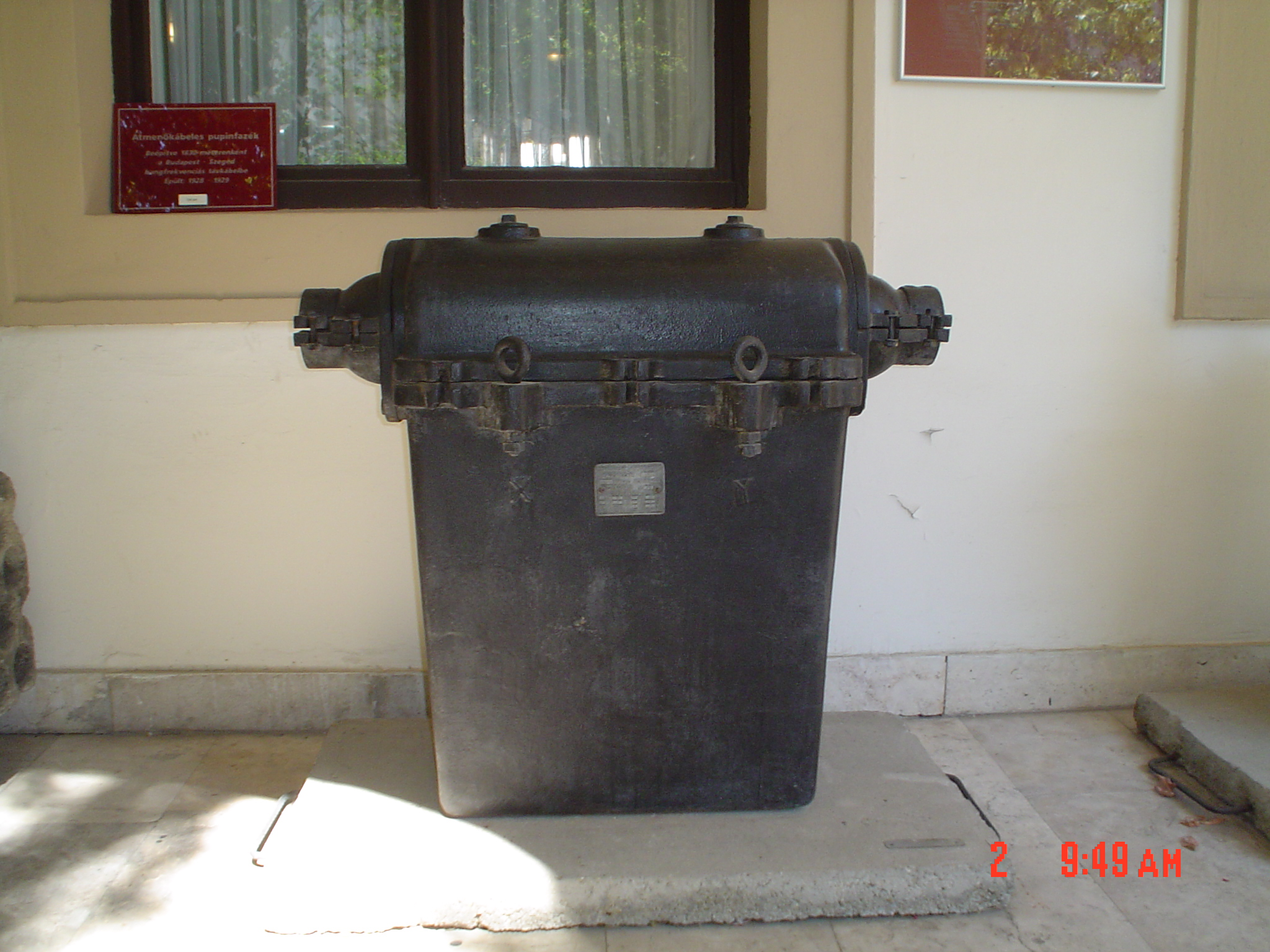
Pupinfazék

A telefonhálózat feladata, hogy kapcsolatot teremtsen a telefonkészülékek között. Kezdetben ez egyvezetékes légvezetékes összeköttetés volt hasonlóan a távíróhoz. A visszavezetést földeléssel oldották meg. Ilyen volt az első budapesti telefonhálózat is. Az akkoriban a városokban elterjedő villamosok szikrázása nagyon lerontotta a beszédminőséget, ezért kétvezetékes összeköttetéseket kellett alkalmazni. Puskás Tivadar és társai révén elterjedő telefonközpontok lehetővé tették a koncentrált vonalvezetést, azaz egy irányban sok vezeték mehetett, amelyet kábellel oldottak meg. Kezdetben szimultán összeköttetések is voltak, azaz egyidőben távíró- és telefon-összeköttetés, de ez is a beszédminőség rovására ment. A rohamosan jelentkező igények kielégítésére különböző megoldásokat alkalmaztak. A fantomizálás indukciós tekercsek segítségével két vonalpáron három beszélgetést tett lehetővé.
A másik probléma a nagy távolságú összeköttetés volt. Krarup dán mérnök olyan kábelt fejlesztett ki, ahol a rézvezetékre nagyon sűrű menettel acélhuzalt tekert. Mihajlo Pupin Amerikában élő szerb mérnök elméleti számításai alapján pupincsévéket, más néven pupinfazekakat alkalmaztak még a tengeralatti kábelekben is. Az indukciós tekercsek induktív ellenállása kiegyenlítette a párhuzamosan futó kábelerek között jelentkező kapacitív ellenállást.
A csatornák kialakítása megsokszorozta a kábelek teljesítőképességét. A beszéd sávszélességét 300 Hz–3,4 kHz között határozták meg. Így 4 kHz-ként egymástól független beszélgetések történhettek egy érpáron.
A kábelek föld alatti, a póznákra kifeszített légkábelek felszín feletti összeköttetést biztosítanak. Kezdetben a kábelt acélsodronyhoz rögzítették, később az egészet külső műanyag köpenyszigetelővel le is fedték.
A mobiltelefon rádióhullámok útján tartja az összeköttetést egy meghatározott frekvenciasávban.
A digitális technika az optikai összeköttetéseket tette lehetővé; üveg- vagy műanyagszálas kábelekben fényimpulzusok továbbítják a jeleket.

## A telefon története Magyarországon
Magyarország első távolsági telefonbeszélgetése Sopron és Pinnye között jött létre, 1877-ben. Megvalósítója Salamin Leó, a soproni állami főreáliskola akkori igazgatója és természettan tanára volt. Ennek emlékét ma tábla őrzi az iskola falán.
1878-tól magánhasználatú telefonvonalak működtek Brennberg bányatelepen. Magyarországon az első, magánbefektetők által finanszírozott telefonhálózat 1881. május elsején nyílt meg Budapesten a Fürdő (a mai József Attila) utca 10. szám alatt. Vezetője Puskás Tivadar bátyja, Ferenc volt. Az előfizetők számáról ellentmondásos adatok vannak, a források hol 25, hol 50, hol 54, sőt 60 előfizetőt említenek. Az első nyilvános telefonállomásokat Budapesten és Újpesten 1884-ben állították fel.
A fővárosi telefonhálózathoz a legkorábban (még 1881 februárjában) csatlakozott előfizetők:
- Képviselőház (Kovách László), Főherceg (ma Bródy) Sándor u. 8. sz.
- Visontai Kovách László, háznagy, Zöldfa u. 28. sz.
- Gr. Lónyai Béla, Zöldfa u. 26. sz.
- Mocsonyi Sándor, Gizella tér 2. sz.
- Pester Lloyd (Falk Miksa), Dorottya u. 14. sz.
- Pesti Hírlap (Csukássy József), Nádor u. 7. sz.
- Egyetértés (Csávolszky Lajos), Hímző u. 1. sz.
- Könyvnyomda (Csávolszky Lajos), Rostély u. Károly laktanya
- Csukássy József, Kalap u. 16. sz.
- Angol Királynő szálloda, (Schalek Lipót), Deák-Ferencz u. 1. sz.
- Vadászkürt szálloda (Kammer Ernő), Kis-Híd u. 5. sz.
- Magyar Leszámítoló és Pénzváltó Bank (Holl Jenő), Dorottya u. 8. sz.
- Weisshut Alajos, bankár, Fer. József rakpart, 39. sz.
- Első Hazai Takarékpénztár (Hajós József), Calvin tér
- Első Hazai Takarékpénztár Váci körút 64. sz.
- Kálnoki & Simon, terménykeresk., Mária Valéria u. 19. sz.
- Weissmann Mór, gabonakeresk., Mária Valéria u. 14. sz.
- M. k. Ipar- és Keresk. Ministerium, elnöki iroda, Ferencz-József tér
- Puskás Tivadar, Vas u. 6. sz.
- Neulander Kálmán. férfiszabó, Dorottya u. 14. sz.
- Lovrich Gusztáv, ügyvéd, Koronaherczeg u. 17. sz.
- Schenker & Comp. szállítók, Károly körút 9. sz.
- Kozmata Ferenc, fényképész, Kristóf tér 3. sz.

A Budapesti Hírlap 1881. évi június 8-i számában a „Telefon és a háziúr” című cikk a következőkről ír: „Puskás Ferenc, ki Budapesten a telefonhálózat vezetésére és berendezésére kizárólagos jogot kapott, a város külső részén most tűzi ki a vonalakat. Ez életrevaló vállalat létesítése elé a háziurak közül sokan akadályokat gördítenek azzal, hogy megtagadják a sodronyvezetéket tartó vaskapcsoknak házukra való megerősítését. Az egyik úr fél, hogy a villám beüt majd a wertheimjébe, a másik házának a homlokzatát hiszi elcsúfítottnak, egy harmadik akkora összeget követel, mit lehetetlen megadni. Ha azt akarjuk, hogy Budapest más városok mintájára a tudományos vívmányok előnyében részesüljön, kár annak efféle szűkkeblű eljárással útját állni.”
1881-ben az állam megállapította a köz- és magánhasználatú telefonhálózatok létesítésének feltételeit. Az 1888: XXXI. törvénycikk értelmében a telefonhálózatokat az állam saját költségén építi meg és tartja üzemben. 1897-ben a telefonügyek intézésére felállították a Budapesti M. kir. Távbeszélő Hálózat Igazgatóságot. Vezetője Balla Pál főmérnök volt.
1887-re a magyar királyság területén közhasználatú telefonhálózat hét városban (Budapest, Szeged, Arad, Temesvár, Pozsony, Pécs és Zágráb) működött. 1888-ban újabb két városban (Debrecen és Nagyvárad) kezdődött el a telefonszolgáltatás. 1893-tól működött telefon Brassóban, Marosvásárhelyen, Baján, Zomborban, Esztergomban és Szombathelyen.
A magánhasználatú telefonokat az engedélyes (leggyakrabban vállalatok, vasúttársaságok) kizárólag a saját céljaira használhatta. 1887-ben 149, 1888-ban már 205 ilyen volt engedélyezve.
1893-ban létrejött az első interurbán összeköttetés, Pozsony, Győr, Szeged, Arad, Temesvár és Budapest között. December 3-án a kereskedelmi miniszter Budapesten elmondott szavait mind az öt vidéki városban egyszerre hallották. „Konstatáltatott ez alkalommal, hogy az új távbeszélőn a beszéd kitűnően hallatszik. Még az egymástól legtávolabb fekvő Arad és Pozsony közt is, közel 600 km távolságra, a beszélők egymás hangját nemcsak megismerték, de beszédet oly tisztán és érthetően hallották, mintha az ugyanazon helyiségben folynék.”
1900 végén Budapesten a telefon-előfizetők száma 5800, Szegeden 412, Debrecenben 243, Pécsett 142, Miskolcon 138, Győrben 296, Sopronban 266, Szombathelyen 183, Nyíregyházán 77, Székesfehérvárott 100, Kecskeméten 130, Nagykanizsán 92 fő.
1961-ben 671 ezer, 1970-ben 723 ezer, az 1970-es évek közepén 1 millió telefon-előfizető volt Magyarországon. 1971-ben 14 ezer, 1976-ban hatezer, 1977-ben ötezer, 1978-ban tízezer, 1979-ben 27 ezer, 1980-ban 30 ezer új állomást helyeztek üzembe. 1978. január 1-től bevezetésre került a szerelési hozzájárulási díj a magánelőfizetőknél, s az intézmények, illetve az állami vállalatok is magasabb tarifát fizettek innentől.
1980-ban Budapesten 1,7 millió érkilométernyi kábel volt lefektetve, ennek 40%-a 30–40 évnél idősebb. Az utcákon a föld alatt közel 50 000 ún. kábelszekrény és majdnem 5000 szoba nagyságú kábelakna kapott helyet. Az 1980-as években vezették be a vezetékes és a mikrohullámú PCM-rendszert. Mikrohullámú adót helyeztek el a Szabadság-hegyen, amely a József-, a Ferenc-, a Krisztina-, a Lipót- és a Belváros közötti összeköttetések egy részének lebonyolítását végezte. A helyi beszélgetések száma 1980-ban már egymilliárdnál is nagyobbra rúgott. Egy magánállomáson havonta átlagosan 100, míg egy alközponti főáramkörön 1800-2000 beszélgetést kezdeményeztek. A teljes telefonforgalom 53%-át az összes állomás körülbelül 11%-ával bonyolították le. 1975-ben 117 helység, 1980-ban 240 helység között illetve 27 országgal volt távhívó kapcsolat. Az utcai nyilvános telefonállomások száma 1980-ban több mint 14 ezret tett ki.
A telefon jelentősége az előfizetők számában nem tükröződik. A 19. századi írástudók a telefonhasználat civilizatórikus hatásait hol túl-, hol pedig alábecsülték. 1882-ben Vajda János már azt írta: „A gőzmozdony, a villanydrót, a telefon átfúródik mindenen, behatol az érintetlen rengetegbe, kifüstöli Dodona berkéből a miszticizmust”. Ady Endre keserűbben fogalmazott: „Ez vagyunk: mi. Postánk, vasútunk, telefonunk, parlamenti palotánk, orfeumunk, nyomorúságunk, betegségünk, mindenünk, mindenünk, ami külsőség: veszettül kimívelt. De a lelkünk! Az visszamaradt!”

## Érdekességek
Szellemes versike a Borsszem Jankó élclapban, a 19. század végi telekommunikáció kapcsán, a telefonközpontban dolgozó kapcsolószemélyzet – a telefonoskisasszony felmagasztalása. Benne számos korabeli távközlési sajátosság és szakkifejezés.
Egy m. kir. postai- és távíró szerelmi vallomása
Szőkehaju kis lány, szűm isteni szépe,
Okleveles angyal, távbeszélő Hébe:
Híved vagyok én már szárazon és vizen –
A te csengő hangod behállózta szivem.
Nem ám telefónon, hanem szemtől-szembe
Siess pillantani kopogó szivembe,
Amely Morsé-gépként kalapál szünetlen
Mióta bájodnak csodálója lettem.
Villamos-vezeték mért is nincs közöttünk
Mely – ha háborogna bár az ég fölöttünk –
Dehogy romolnék meg valami egyhamar;
Sohse volna köztünk czudar vonalzavar.
Mint Hughes-gép a te dupla működésed,
Mely egyszerre ad s vesz: olyan ölelésed.
El ne hagyjuk egymást, akármit is tesznek,
Miglen e világból csak le nem csöngetnek!